# Haapasaari (ö i Södra Karelen, Villmanstrand, lat 61,25, long 27,44)
Haapasaari är en ö i Finland. Den ligger i sjön Kuolimo och i kommunen Savitaipale i den ekonomiska regionen  Villmanstrands ekonomiska region  och landskapet Södra Karelen, i den södra delen av landet, 180 km nordost om huvudstaden Helsingfors. Öns area är 0,3 hektar och dess största längd är 100 meter i sydväst-nordöstlig riktning.